# Raw socket
raw socket はコンピュータネットワークにおいて、生のネットワークパケットのダイレクトな送信と受信を可能にするインターネットソケットである。

## raw socketと通常のソケット
標準のソケットでは、送信するペイロードは選択したトランスポート層のプロトコル（例: TCP、UDP）によってカプセル化される。
対照的にraw socketは通常ヘッダを含んだ生のパケットを受信する。パケットを送るとき、ヘッダの自動的な追加はソケットの変更可能なオプションとなるだろう。

## 用途
raw socketのひとつの可能な用途としてユーザー空間での新しいトランスポート層の実装が挙げられる。
raw socketは典型的にネットワーク装置において利用でき、Internet Group Management Protocol (IGMP) や Open Shortest Path First (OSPF) のようなルーティングプロトコル、そして Internet Control Message Protocol (ICMP, Pingとしてよく知られている) に使用されている。

## ソケットAPIによる対応
ほとんどのソケットAPI、特にBSDソケットを基本にしたものでは、raw socketがサポートされている。

## サンプルソース

### 簡易ping
下記は第一引数のIPアドレスで指定されたホストにicmp echoパケットを送信し、replyが返ってくるのを待つプログラムである。
```
#include
 
<stdio.h>

#include
 
<stdlib.h>

#include
 
<string.h>

#include
 
<errno.h>

#include
 
<unistd.h>

#include
 
<sys/types.h>

#include
 
<sys/stat.h>

#include
 
<sys/socket.h>

#include
 
<netinet/in.h>

#include
 
<netinet/ip.h>

#include
 
<netinet/ip_icmp.h>

#include
 
<arpa/inet.h>

#include
 
<netdb.h>

/* チェックサムの計算 */

u_int16_t
 
checksum
(
unsigned
 
short
 
*
buf
,
 
int
 
size
)

{

    
unsigned
 
long
 
sum
 
=
 
0
;

    
while
 
(
size
 
>
 
1
)
 
{

        
sum
 
+=
 
*
buf
;

        
buf
++
;

        
size
 
-=
 
2
;

    
}

    
if
 
(
size
 
==
 
1
)
 
{

        
sum
 
+=
 
*
(
unsigned
 
char
 
*
)
buf
;

    
}

    
sum
 
=
 
(
sum
 
&
 
0xffff
)
 
+
 
(
sum
 
>>
 
16
);

    
sum
 
=
 
(
sum
 
&
 
0xffff
)
 
+
 
(
sum
 
>>
 
16
);

    
return
 
~
sum
;

}

/* protocolで指定されたプロトコルのraw socketを作成する */

int
 
make_raw_socket
(
int
 
protocol
)

{

    
int
 
s
 
=
 
socket
(
AF_INET
,
 
SOCK_RAW
,
 
protocol
);

    
if
 
(
s
 
<
 
0
)
 
{

        
perror
(
"socket"
);

        
exit
(
EXIT_FAILURE
);

    
}

    
return
 
s
;

}

/* ICMPヘッダの作成 */

void
 
setup_icmphdr
(
u_int8_t
 
type
,
 
u_int8_t
 
code
,
 
u_int16_t
 
id
,
 
u_int16_t
 
seq
,
 
struct
 
icmphdr
 
*
icmphdr
)

{

    
memset
(
icmphdr
,
 
0
,
 
sizeof
(
struct
 
icmphdr
));

    
icmphdr
->
type
 
=
 
type
;

    
icmphdr
->
code
 
=
 
code
;

    
icmphdr
->
checksum
 
=
 
0
;

    
icmphdr
->
un
.
echo
.
id
 
=
 
id
;

    
icmphdr
->
un
.
echo
.
sequence
 
=
 
seq
;

    
icmphdr
->
checksum
 
=
 
checksum
((
unsigned
 
short
 
*
)
icmphdr
,
 
sizeof
(
struct
 
icmphdr
));

}

int
 
main
(
int
 
argc
,
 
char
 
**
argv
)

{

    
int
 
n
,
 
soc
;

    
char
 
buf
[
1500
];

    
struct
 
sockaddr_in
 
addr
;

    
struct
 
in_addr
 
insaddr
;

    
struct
 
icmphdr
 
icmphdr
;

    
struct
 
iphdr
 
*
recv_iphdr
;

    
struct
 
icmphdr
 
*
recv_icmphdr
;

    
if
 
(
argc
 
<
 
2
)
 
{

        
printf
(
"Usage : %s IP_ADDRESS
\n
"
,
 
argv
[
0
]);

        
return
 
1
;

    
}

    
addr
.
sin_family
 
=
 
AF_INET
;

    
addr
.
sin_addr
.
s_addr
 
=
 
inet_addr
(
argv
[
1
]);

    
soc
 
=
 
make_raw_socket
(
IPPROTO_ICMP
);

    
setup_icmphdr
(
ICMP_ECHO
,
 
0
,
 
0
,
 
0
,
 
&
icmphdr
);

    
/* ICMPパケットの送信 */

    
n
 
=
 
sendto
(
soc
,
 
(
char
 
*
)
&
icmphdr
,
 
sizeof
(
icmphdr
),
 
0
,
 
(
struct
 
sockaddr
 
*
)
&
addr
,
 
sizeof
(
addr
));

    
if
 
(
n
 
<
 
1
)
 
{

        
perror
(
"sendto"
);

        
return
 
1
;

    
}

    
/* ICMPパケットの受信 */

    
n
 
=
 
recv
(
soc
,
 
buf
,
 
sizeof
(
buf
),
 
0
);

    
if
 
(
n
 
<
 
1
)
 
{

        
perror
(
"recv"
);

        
return
 
1
;

    
}

    
recv_iphdr
 
=
 
(
struct
 
iphdr
 
*
)
buf
;

    
/* IPヘッダからヘッダ長を求め、icmpヘッダの開始位置を調べる */

    
recv_icmphdr
 
=
 
(
struct
 
icmphdr
 
*
)(
buf
 
+
 
(
recv_iphdr
->
ihl
 
<<
 
2
));

    
insaddr
.
s_addr
 
=
 
recv_iphdr
->
saddr
;

    
/* 送信先と受信したパケットの送信源が一致するかと受信したパケットがICMP ECHO REPLYか確認 */

    
if
 
(
!
strcmp
(
argv
[
1
],
 
inet_ntoa
(
insaddr
))
 
&&
 
recv_icmphdr
->
type
 
==
 
ICMP_ECHOREPLY
)
 
{

        
printf
(
"icmp echo reply from %s
\n
"
,
 
argv
[
1
]);

    
}

    
close
(
soc
);

    
return
 
0
;

}

```

実行例
以下はwikipedia.org (208.80.152.201) を指定した出力例である。
```
[ping@icmp] # ./ping 208.80.152.201

icmp echo reply from 208.80.152.201

```

## Windowsにおける制限
マイクロソフトが2001年にWindows XPをリリースした際、Winsock APIにてraw socketのサポートを実装していた。このときメディアは、raw socketはハッカーがTCPリセット攻撃を行う役にしか立たないと主張してマイクロソフトを非難した。
Windows XPのリリースから3年後、マイクロソフトは取消不可能なホットフィックスの中でWinsockにおけるraw socketサポートを黙って制限し、それまでこれを利用していたアプリケーションに対してサポートや回避策を何ら提供しなかった。なお、raw socketサポートの制限について、のちにサポート技術情報が公開されていた。
Windows XP SP2以降のOSにおいてもraw socketにはいくつかの制限事項があるが、Windows Server 2003などのサーバー系OSにおいては適用されない。Winsockアプリケーションにおけるraw socketの使用は非推奨とされている。